# Academisch ziekenhuis
Een academisch ziekenhuis heeft een basaal zorgaanbod dat overeenkomt met dat van de algemene ziekenhuizen, namelijk de reguliere patiëntenzorg en de opleidingsfunctie voor medisch specialisten. Daarnaast heeft het universitair medisch centrum nog een topreferentiefunctie, een werkplaatsfunctie (wetenschappelijk onderzoek en onderwijs voor de medische faculteit) en een ontwikkelingsfunctie (ontwikkeling van nieuwe medische technologieën en behandelwijzen).

## België

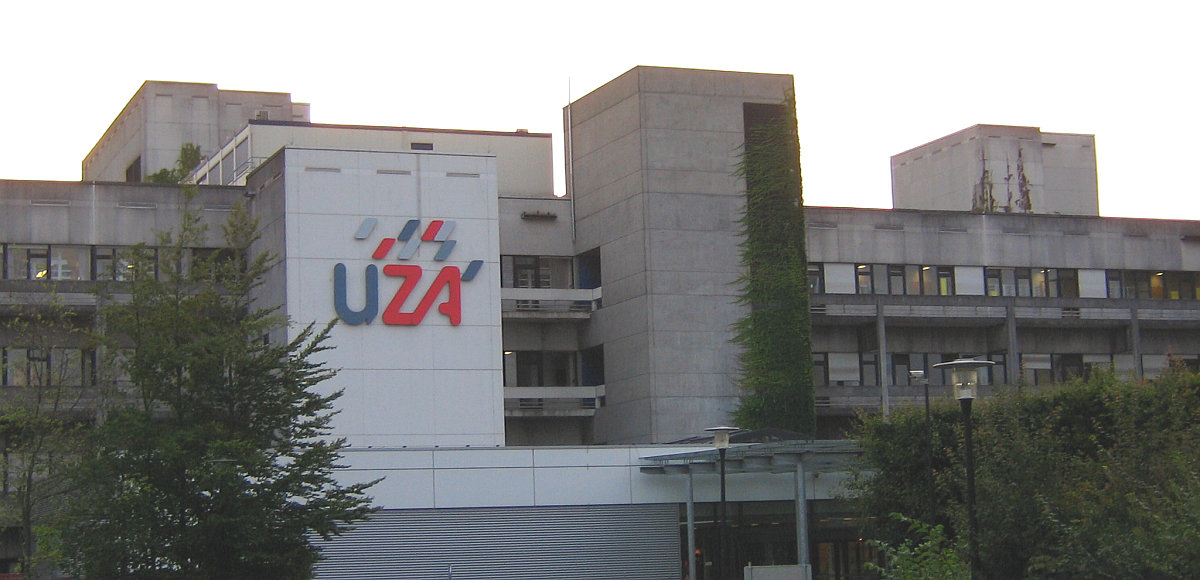
Het UZA in Antwerpen

In België zijn er zeven academische ziekenhuizen (nu Universitaire Ziekenhuizen genoemd, om het onderscheid te maken met de algemene ziekenhuizen) in:
- Antwerpen - Universitair Ziekenhuis Antwerpen (Universiteit Antwerpen)
- Brussel
  - Anderlecht - Erasmusziekenhuis (Université libre de Bruxelles of ULB). (De ULB heeft ook CHU's (Centre hospitalier universitaire) in Bergen, Charleroi, La Louvière, Luik).
  - Jette - Universitair Ziekenhuis Brussel (Vrije Universiteit Brussel of VUB)
  - Sint-Lambrechts-Woluwe - Universitair Ziekenhuis St-Luc (Université catholique de Louvain). (De UCLouvain heeft ook in Namen het CHU UCLouvain Namur).
- Gent - Universitair Ziekenhuis Gent (Universiteit Gent)
- Leuven - Universitair Ziekenhuis Leuven (Katholieke Universiteit Leuven)
- Luik - Centre Hospitalier Universitaire de Liège (Université de Liège)

Daarnaast zijn nog een andere groep universitaire ziekenhuizen gelinkt aan meerdere universiteiten (samenwerkingsverband)
- Brussel-Stad - UMC Sint-Pieter (ULB & VUB)
- Laken - Universitair Kinderziekenhuis Koningin Fabiola (ULB & VUB)
- Laken, Schaarbeek en  Neder-Over-Heembeek - UVC Brugmann  (ULB & VUB)

Daarnaast zijn er ook gemengde ziekenhuizen (universitair en niet-universitair) en bestaat ook het systeem van "universitaire ziekenhuisbedden". Dit zijn afdelingen of verpleegeenheden van andere (niet-academische) ziekenhuizen die met een universiteit een overeenkomst hebben voor opleiding van (gespecialiseerde) artsen. Deze ziekenhuizen krijgen daarvoor een afzonderlijke subsidieregeling.

## Nederland

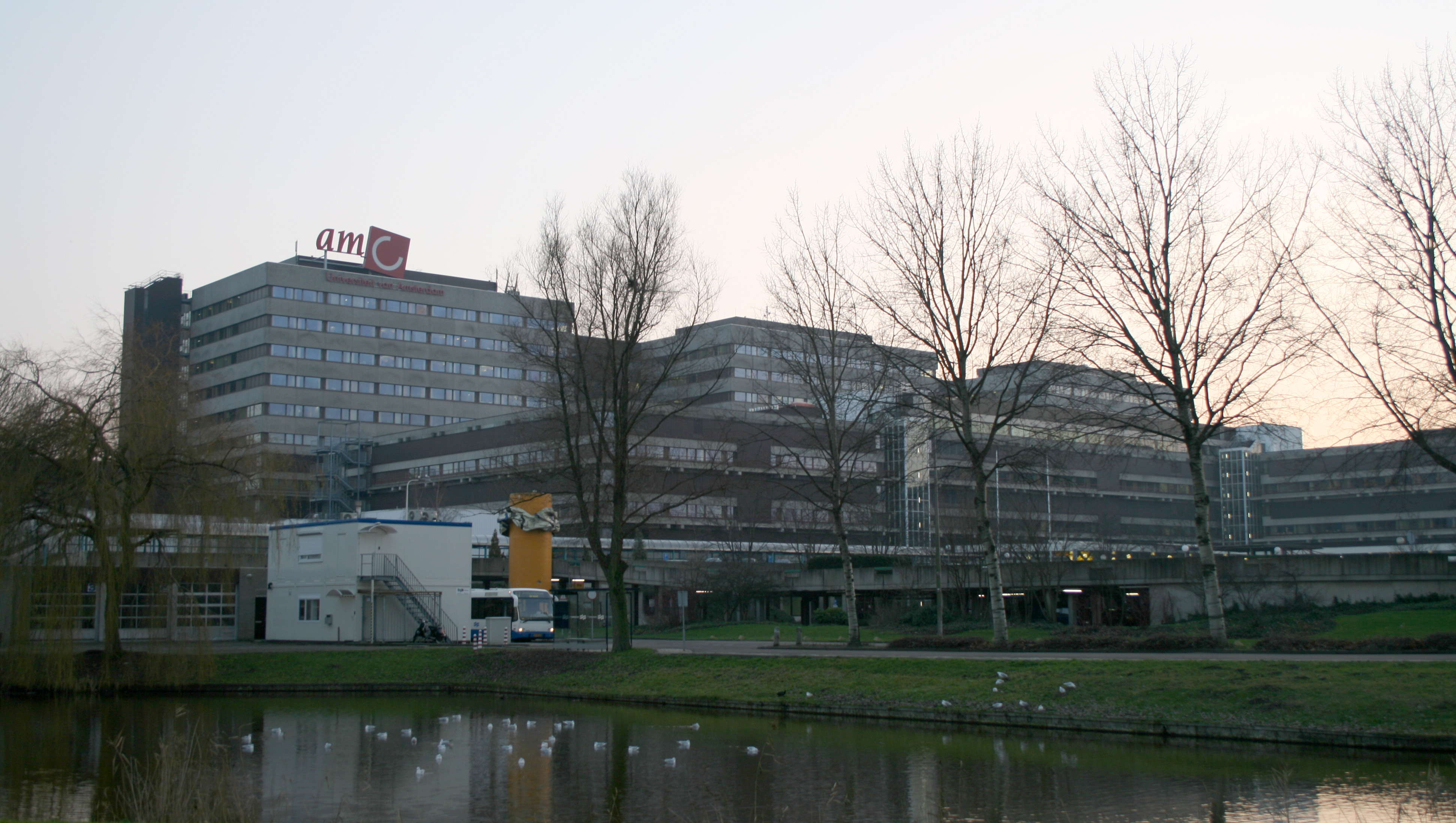
Het AMC in Amsterdam

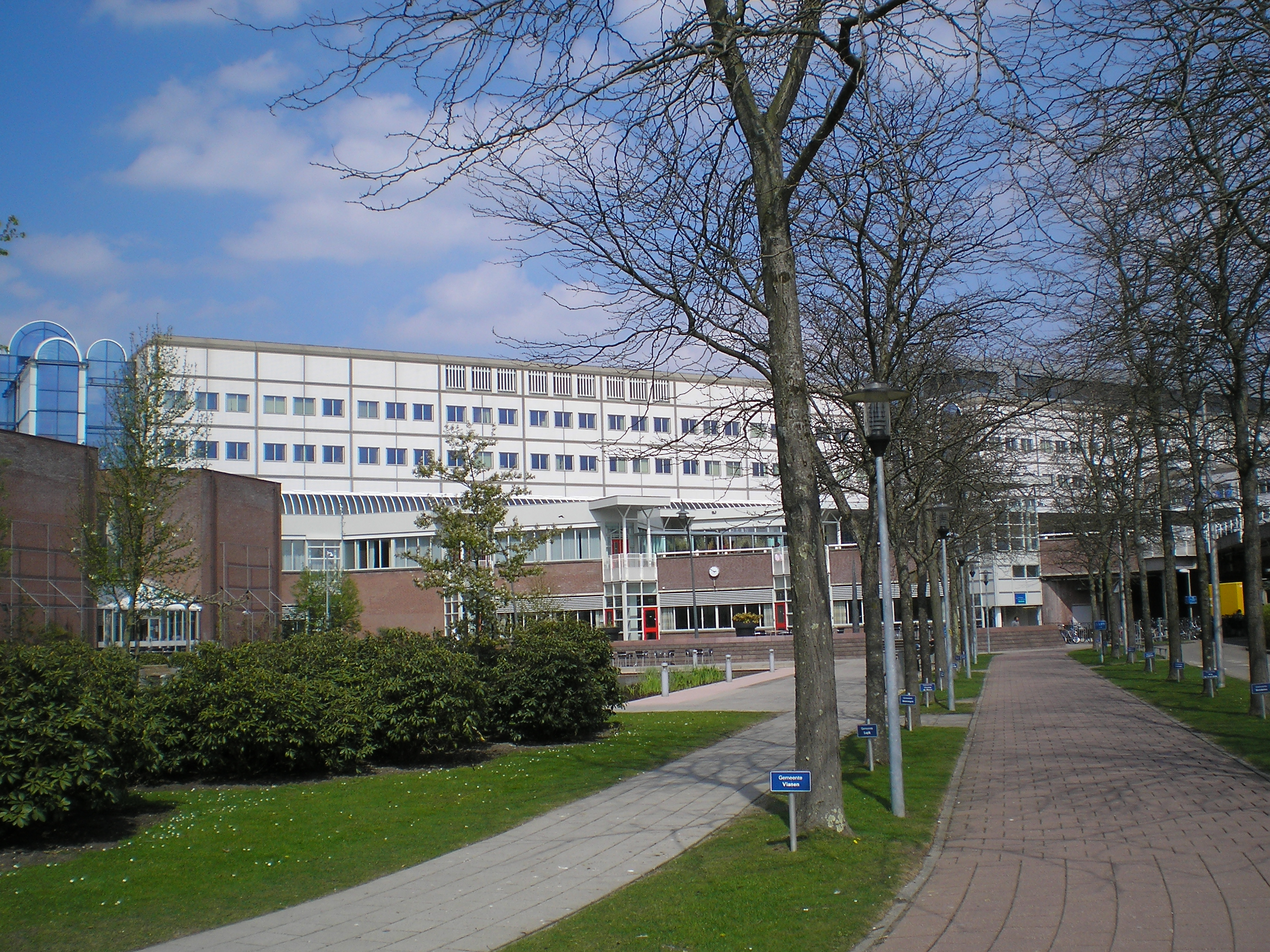
Het UMC in De Uithof te Utrecht

In Nederland is de term Academisch Ziekenhuis in de meeste gevallen vervangen door de term Universitair Medisch Centrum (UMC). In de tussentijd is ook sprake geweest van de term Academisch Medisch Centrum, bijvoorbeeld het AMC in Amsterdam.
In een UMC zijn het ziekenhuis en de medische faculteit in één organisatorisch verband samengebracht. Hierbij hebben de UMC's verschillende bestuurlijke vormen gekozen, van alleen bestuurlijke samenwerking tot volledige fusie. Een UMC heeft taken op het gebied van patiëntenzorg, onderzoek en opleiding (onder andere voor artsen). Bij alle universiteiten in Nederland met een academisch ziekenhuis is er inmiddels een UMC opgericht.
Deze UMC's zijn er in Nederland:
1. Amsterdam UMC in Amsterdam, bestaande uit 
  1. VU medisch centrum (VUmc)
  2. Academisch Medisch Centrum (AMC)
2. Universitair Medisch Centrum Groningen (UMCG) in Groningen
3. Leids Universitair Medisch Centrum (LUMC) in Leiden
4. Maastricht UMC+ (MUMC+) in Maastricht
5. Radboudumc in Nijmegen
6. Erasmus MC in Rotterdam
7. Universitair Medisch Centrum Utrecht (UMC Utrecht) in Utrecht

### Dierenklinieken
Daarnaast vormen de dierenklinieken van de faculteit Diergeneeskunde, Universiteit Utrecht samen het enige academisch dierenziekenhuis van Nederland. In breedte en kwaliteit van de aangeboden zorg, opereren deze klinieken minimaal op hetzelfde niveau als een 'mensenziekenhuis'. De faculteit Diergeneeskunde werkt nauw samen met het UMC Utrecht, bijvoorbeeld bij kraakbeenonderzoek of onderzoek naar nieuwe therapieën voor de behandeling van kanker.

## Suriname
- Het Academisch Ziekenhuis Paramaribo (AZP) werd in 1965 opgericht als een Centraal Ziekenhuis en verkreeg in september 1969 de huidige naam.